# Kabinet-Hayes
Het kabinet–Hayes was de uitvoerende macht van de Amerikaanse overheid van 4 maart 1877 tot 4 maart 1881. Gouverneur van Ohio Rutherford Hayes, een voormalig generaal tijdens de Amerikaanse Burgeroorlog van de Republikeinse Partij werd gekozen als de 19e president van de Verenigde Staten na het winnen van de presidentsverkiezingen van 1876 over de kandidaat van de Democratische Partij zittend gouverneur van New York Samuel Tilden, de uitslag van de verkiezingen was controversieel en betekende het einde van de Reconstructie. In 1876 maakte Hayes al bekend zich niet kandidaat te stellen voor een nieuwe termijn in de presidentsverkiezingen van 1880.
| Nr.     | Functie(s) | Functie(s)                            | Ambtsbekleder      | Ambtsbekleder                  | Ambtstermijn     | Ambtstermijn     | Partij(en) |        |
| ------- | ---------- | ------------------------------------- | ------------------ | ------------------------------ | ---------------- | ---------------- | ---------- | ------ |
| 19      |            | President van de Verenigde Staten     | Rutherford Hayes   | Rutherford Hayes (1822–1893)   | 4 maart 1877     | 4 maart 1881     | R          |        |
| 19      |            | Vicepresident van de Verenigde Staten | William Wheeler    | William Wheeler (1819–1887)    | 4 maart 1877     | 4 maart 1881     | R          |        |
| Kabinet |            |                                       |                    |                                |                  |                  |            |        |
| Nr.     | Functie(s) | Functie(s)                            | Ambtsbekleder      | Ambtsbekleder                  | Ambtstermijn     | Ambtstermijn     | Partij(en) |        |
| 26      |            | Minister van Buitenlandse Zaken       | Hamilton Fish      | Hamilton Fish (1808–1893)      | 16 maart 1869    | 12 maart 1877    | R          |        |
| 27      |            | Minister van Buitenlandse Zaken       | William Evarts     | William Evarts (1818–1901)     | 12 maart 1877    | 8 maart 1881     | R          |        |
| 31      |            | Minister van Financiën                | Lot Morrill        | Lot Morrill (1813–1883)        | 7 juli 1876      | 10 maart 1877    | R          |        |
| 32      |            | Minister van Financiën                | John Sherman       | John Sherman (1823–1900)       | 10 maart 1877    | 4 maart 1881     | R          |        |
|         |            | Minister van Oorlog                   | Vacant             | Vacant                         | Vacant           | Vacant           | Vacant     | Vacant |
| 33      |            | Minister van Oorlog                   | George McCrary     | George McCrary (1835–1890)     | 12 maart 1877    | 10 december 1879 | R          |        |
| 34      |            | Minister van Oorlog                   | Alexander Ramsey   | Alexander Ramsey (1815–1903)   | 10 december 1879 | 4 maart 1881     | R          |        |
| 26      |            | Minister van de Marine                | George Robeson     | George Robeson (1829–1897)     | 25 juni 1869     | 12 maart 1877    | R          |        |
| 27      |            | Minister van de Marine                | Richard Thompson   | Richard Thompson (1809–1900)   | 12 maart 1877    | 20 december 1880 | R          |        |
|         |            | Minister van de Marine                | Vacant             |                                |                  |                  |            |        |
| 28      |            | Minister van de Marine                | Nathan Goff        | Nathan Goff (1843–1920)        | 6 januari 1881   | 4 maart 1881     | R          |        |
|         |            | Minister van Justitie                 | Vacant             | Vacant                         | Vacant           | Vacant           | Vacant     |        |
| 35      |            | Minister van Justitie                 | Charles Devens     | Charles Devens (1820–1891)     | 12 maart 1877    | 4 maart 1881     | R          |        |
| 12      |            | Minister van Binnenlandse Zaken       | Zachariah Chandler | Zachariah Chandler (1813–1879) | 19 oktober 1875  | 12 maart 1877    | R          |        |
| 13      |            | Minister van Binnenlandse Zaken       | Carl Schurz        | Carl Schurz (1829–1906)        | 12 maart 1877    | 8 maart 1881     | R          |        |
|         |            | Minister van Posterijen               | Vacant             | Vacant                         | Vacant           | Vacant           | Vacant     |        |
| 30      |            | Minister van Posterijen               | David Key          | David Key (1824–1900)          | 12 maart 1877    | 2 juni 1880      | D          |        |
| 31      |            | Minister van Posterijen               | Horace Maynard     | Horace Maynard (1814–1882)     | 2 juni 1880      | 4 maart 1881     | R          |        |

Washington ·
J. Adams ·
Jefferson ·
Madison ·
Monroe ·
J.Q. Adams ·
Jackson ·
Van Buren ·
W.H. Harrison ·
Tyler ·
Polk ·
Taylor ·
Fillmore ·
Pierce ·
Buchanan ·
Lincoln ·
A. Johnson ·
Grant ·
Hayes ·
Garfield ·
Arthur ·
Cleveland I ·
B. Harrison ·
Cleveland II ·
McKinley ·
T. Roosevelt ·
Taft ·
Wilson ·
Harding ·
Coolidge ·
Hoover ·
F.D. Roosevelt ·
Truman ·
Eisenhower ·
Kennedy ·
L.B. Johnson ·
Nixon ·
Ford ·
Carter ·
Reagan ·
G.H.W. Bush ·
Clinton ·
G.W. Bush ·
Obama ·
Trump I ·
Biden ·
Trump II